# Černousy (przystanek kolejowy)
Černousy – przystanek osobowy w Černousach, w kraju libereckim, w Czechach.

## Połączenia
- Frydlant v Cechach
- Liberec